# السحر وراء الأصوات
السحر وراء الأصوات (بالإنجليزية: The Magic Behind the Voices)‏ هو كتاب مكون من 367 صفحة من تأليف تيم لوسون وأليسا بيرسونز يضم أبرز ممثلي أصوات الرسوم متحركة، ويؤرخ الإنجازات الفنية وتاريخ ممثلي أصوات الرسوم المتحركة من الماضي و الحاضر. نشرته مطبعة جامعة ميسيسيبي في ديسمبر 2004.

## ملخص
يضم الكتاب المستمد من عشرات المقابلات الشخصية العديد من السير الذاتية والحكايات وقوائم الائتمان والصور الفوتوغرافية المتعلقة بتسعة وثلاثين من الفنانين المخفيين في مجال الأعمال الاستعراضية. تشمل السير الذاتية المميزة العديد من استوديوهات الرسوم المتحركة وشركات الإنتاج، وتناقش العديد من التفاصيل حول الممثلين الصوتيين المشهورين والمتميزين، مثل بيفيز وبوت-هيد ، وكينغ أوف ذا هيل الفنان الصوتي الرئيسي مايك جودج ، و لبارت سيمبسون نانسي كارترايت، والتي أصبحت النجمة لداوس بتلر(فنانة صوت ليوغي بير، هاكلبيري هاوند، رسم سريع ماكجرو ) واين ألوين وروسي تايلور، الثنائي الحقيقي للزوج والزوجة اللذين كانا في وقت نشر هذا الكتاب، الممثلين الصوتيين الحاليين لميكي وميني ماوس، على التوالي.

## خلفية
في الأيام الأولى للرسوم المتحركة، نادرًا ما كان يُنسب الفضل إلى الممثلين الصوتيين في أعمالهم، وقبل عام 1990، كان هناك تغافل عن إمكانيات الممثلين الصوتيين كممثلين حقيقيين حتى من قبل نقابة ممثلي الشاشة، مع ميل بلانك، الملقب بـ "رجل الألف صوت"، كونه الممثل الصوتي الوحيد المعروف لعامة الناس.
الآن، يطالب المشاهير الحائزون على جائزة الأوسكار بالظهور كضيوف شرف في البرامج التلفزيونية والأفلام المتحركة (وهو ما يثير استياء الممثلين الصوتيين المتفانين مثل بيلي ويست في كثير من الأحيان)؛ ومع ذلك، على الرغم من الإقبال الكبير على التعاقدات مع مسلسلات تلفزيونية مثل الضاحكون و عائلة سيمبسون وسبونج بوب سكوير بانتس، فإن معظم الممثلين الصوتيين، حتى في الرسوم المتحركة في القرن الحادي والعشرين، يواصلون العمل في سرية نسبية.